# Cold (canción de Kanye West)
«'Cold» es una canción del cantante estadounidense de hip hop Kanye West, con la colaboración de DJ Khaled, incluida en el álbum recopilatorio Cruel Summer (2012). West, Chauncey Hollis, James Todd Smith y Marlon Williams la compusieron, mientras que la producción quedó a cargo de Hit-Boy. Líricamente, el cantante fanfarronea acerca de sus problemas personales y toca temas tales como su relación con Kim Kardashian, su ruptura con Amber Rose y sus sentimientos sobre Wiz Khalifa y Kris Humphries. Recibió reseñas positivas de los críticos, quienes elogiaron el desempeño lírico del cantante y la audacia de sus temas.
Alcanzó el puesto número ochenta y seis en el Billboard Hot 100, el sesenta y ocho en el Hot R&B/Hip-Hop Songs y el cincuenta y uno en el Digital Songs. Por último, en Canadá ocupó la casilla ochenta y cinco. El colaborador frecuente de West, George Condo, ilustró el sencillo, además de diseñar la portada de My Beautiful Dark Twisted Fantasy (2010). La interpretó en la gira Watch the Throne Tour (2012) y en los BET Awards de 2012, junto con los sencillos «Mercy» y «New God Flow». La canción atrajo la controversia de Humphries, la marca Theraflu, y PETA, quienes criticaron el contenido de la letra de West, pues alega que la pista glorifica la ropa de pieles.

## Producción y lanzamiento
Hit-Boy, un productor que firmó con el sello de West, GOOD Music y conocido por su producción «Niggas in Paris», produjo «Cold». Según Hit-Boy: «Había hecho el ritmo un par de meses atrás, en una sesión de desorden, y Kanye acabó de hacer el registro tal vez hace una semana y media. Realmente no sabemos si va a estar en el álbum de Khaled o en el de 'Ye' [Kanye]. Sólo lo pusimos porque nos sentimos como si fuera tan urgente, solo necesitan personas para escucharlo». En una entrevista explicó: «Estaba en el estudio con 'Ye' [Kanye] y yo estaba como, "Vamos a hacer algo para su álbum y vamos a hacer algo para mi álbum", y solo lo lanzamos por diversión».
La canción se lanzó por primera vez en la emisora de radio de Nueva York Hot 97 por Funkmaster Flex el 4 de abril de 2012. George Condo ilustró la portada, además de diseñar la ilustración del álbum de West My Beautiful Dark Twisted Fantasy (2010) y sencillos como «Power» y «Runaway». La primera portada original que inicialmente incluía una botella de Theraflu encima del cuello de la mujer, ha sido quitada antes de ser lanzado para su descarga digital. El 15 de abril, West anunció en su cuenta de Twitter que el nombre de la canción había sido cambiado a «Way Too Cold», y, finalmente, «Cold». La pista fue lanzada como un sencillo en iTunes el 17 de abril de 2012. Después de su lanzamiento digital, impactó en el urban contemporary radio el 8 de mayo de 2012.

## Composición
«Cold» es una pista bass-heavy y bouncy, mientras West rapea prominentemente sobre un «ritmo furioso». Incluye «ideas contundentes de West sobre su romance con la modelo Amber Rose», quien ahora está comprometida con el rapero Wiz Khalifa, con líneas como «Only nigga I got respect for is Wiz / And I admit I fell in love with Kim around the same time she fell in love with him» («Nigga solo tengo respeto por Wiz / Y reconozco que me enamoré de Kim al mismo tiempo que ella se enamoró de él»). Cuenta con una línea de West admitiendo que él «se enamoró» de Kim Kardashian, y las letras personales relacionadas con Kim y su enemistado esposo Kris Humphries y de la exnovia de Kanye, Amber Rose. Kanye presume que Kris tiene «suerte de que no tenga a Jay cayendo del equipo», jugando una línea en referencia a su colaborador frecuente, Jay-Z, quien es copropietario de los New Jersey Nets de la NBA, el equipo que la estrella de baloncesto Kris Humphries juega para él. La canción se rellena con alardes sobre la credibilidad de la moda del rapero, de la jactancia de que ha tenido una cena con la editora Anna Wintour, de la revista Vogue, al mostrar un par de zapatos de US$6000. La pista cuenta con ayuda vocal de DJ Khaled y DJ Pharris, quien cierra el outro de la canción con su jactancia.

## Respuesta crítica

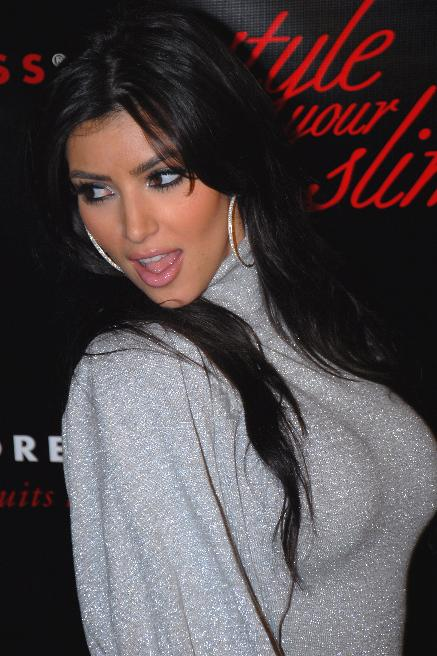
«Cold» cuenta con West rapeando acerca de su amor a la personalidad de televisión y modelo Kim Kardashian.

Tom Breihan de Stereogum la describió como una «interpretación seriamente fuerte, eliminando todo tipo de gruñidos duros sobre un ritmo del estilo de los finales de los '90» y «Kanye encuentra y obtiene algo sorprendentemente personal, por lo menos durante un par de líneas, sobre su largamente rumoreada relación con Kim Kardashian». Rob Markman de MTV declaró que «Kanye entrega una interpretación ardiente» en la pista y que «es todo bastante intrigante, considerando que West ha evitado alejarse de los medios hace ya casi dos años». Alex Gale de BET reflexionó que la canción tiene a un «descarado Kanye West que va furiosamente sobre un paisaje sonoro esquizofrénico de Hit-Boy, el maestro de producción detrás de "Niggas in Paris" de Watch the Throne. El compás de Yeezy son, por lo menos, ritmos respetables». DJBooth reflexionó: «La arrogancia es romper por las costuras en el disco, sin embargo, es lo suficientemente equilibrado para sonar carismático en una forma que ha perfeccionado el Sr. West». Rolling Stone escribió que la canción fue «sorprendentemente magnánima» y que si cuenta su «total modo jactancioso».
En la lista de Complex de los veinticinco mejores versos de la primera mitad del 2012, las líneas de West: «Y voy a admitirlo, había caído en amor con Kim/Al mismo tiempo que ella había caído en amor con él/Eso está bien, nena, haz lo tuyo/Suerte que no tenías a Jay cayéndose del equipo» fue catalogado como el segundo mejor. «Cold» alcanzó la posición ochenta y seis del Billboard Hot 100. También ocupó las posiciones sesenta y nueve, cincuenta y uno y ochenta y cinco de las listas Hot R&B/Hip-Hop Songs, Digital Songs y Canadian Hot 100, respectivamente.

## Controversia
Cuando «Cold» se estrenó, fue titulado «Theraflu». Un representante de Theraflu emitió un comunicado a TMZ que decía: «De ninguna manera respaldamos o aprobamos las referencias o el uso de la imagen y semejanza de Theraflu de esta manera». Theraflu señaló que esto no se hizo a petición de ellos. PETA respondió a la canción de forma negativa:

«Lo que se está arrastrando en el suelo es la reputación de Kanye como un hombre sin ninguna empatía para animales o seres humanos. Es un gran músico, pero no parece tener el sentido de la moda para diseñar algo más que trajes cavernícolas. Mantenemos la esperanza de que un día encontrará su corazón y se unirá a los iconos de estilo evolucionado -incluyendo Russell Simmons, Pink y Natalie Portman- que han dejado las pieles de animales».

## Vídeo musical y actuaciones en directo
Hype Williams dirigió el vídeo musical de «Cold». Fue lanzado el 13 de agosto de 2012 al final del vídeo «I Wish You Would» de DJ Khaled. Cuenta con la aparición de Kim Kardashian. West interpretó «Cold» por primera vez en la etapa de Londres de su gira Watch the Throne Tour (2012) a capela. En los BET Awards de 2012, la interpretó con los raperos Big Sean, Pusha T, 2 Chainz, presentándose uno por uno para entregar sus versos de la canción «Mercy», mientras West emergía para realizar posteriormente sus versos de «Cold» y «New God Flow». Randall Roberts de Los Angeles Times señaló que «las cosas se pusieron grandiosas cuando West se trasladó a su éxito "Cold"».

## Posicionamiento en listas
| País (Lista 2012)                      | Mejor posición |
| -------------------------------------- | -------------- |
| Canadá                                 | 85             |
| Estados Unidos (Billboard Hot 100)     | 86             |
| Estados Unidos (Digital Songs)         | 51             |
| Estados Unidos (Hot R&B/Hip-Hop Songs) | 69             |